# Genie (filmprijs)
De Genie Award is een filmprijs voor de beste Canadese film. De prijs werd voor het eerst uitgereikt in 1980 en was bedoeld om de Canadese filmprijs, de Etrog Awards, te vervangen. De Etrog Awards werden uitgereikt in de periode 1949-1979. Sinds 2013 is de prijs vervangen door de Canadian Screen Award. 

## Winnaars van beste acteur
- Gabriel Arcand
- Alan Arkin
- Lothaire Bluteau
- Maury Chaykin
- Roy Dupuis
- Richard Farnsworth
- Brendan Fletcher
- Eric Fryer
- Rémy Girard
- Ian Holm
- Bob Hoskins
- William Hutt (actor)
- Jeremy Irons
- Jack Lemmon
- Nick Mancuso
- Tom McCamus
- Gordon Pinsent
- Christopher Plummer
- Alan Scarfe
- George C. Scott
- Roshan Seth
- Donald Sutherland

## Winnaars van beste actrice
- Seema Biswas
- Helena Bonham Carter
- Geneviève Bujold
- Jackie Burroughs
- Pascale Bussières
- Rae Dawn Chong
- Marie-Josée Croze
- Martha Henry
- Rebecca Jenkins
- Arsinée Khanjian
- Margot Kidder
- Julie LeBreton
- Sheila McCarthy
- Pascale Montpetit
- Sylvie Moreau
- Glynnis O'Connor
- Sandra Oh
- Molly Parker
- Sarah Polley
- Annie Potts
- Susan Sarandon
- Trish Van Devere
- Janet Wright

## Winnaars van beste film
- Fifty Dead Men Walking (2010)
- Passchendaele (2009)
- Away from Her (2008)
- Bon Cop, Bad Cop (2007)
- C.R.A.Z.Y. (2006)
- Les triplettes de Belleville (2005)
- Les Invasions barbares (2004)
- Ararat (2003)
- Atanarjuat (2002)
- Maelström (2001)
- Sunshine (2000)
- Le Violon rouge (1999)
- The Sweet Hereafter (1997)
- Lilies - Les feluettes (1996)
- Exotica (1994)
- Thirty Two Short Films About Glenn Gould (1993)
- Naked Lunch (1992)
- Black Robe (1991)
- Jésus de Montréal (1990)
- Dead Ringers (1989)
- Un zoo la nuit (1988)
- Le Déclin de l'empire américain (1987)
- Mon cousin américain (1986)
- The Bay Boy (1985)
- The Terry Fox Story (1984)
- The Grey Fox (1983)
- Ticket to Heaven (1982)
- Les bons débarras (1981)
- The Changeling